# Begun
Begun è una suddivisione dell'India, classificata come municipality, di 19.333 abitanti, situata nel distretto di Chittorgarh, nello stato federato del Rajasthan. In base al numero di abitanti la città rientra nella classe IV (da 10.000 a 19.999 persone).

## Geografia fisica
La città è situata a 24° 58' 60 N e 75° 0' 0 E e ha un'altitudine di 411 m s.l.m..

## Società

### Evoluzione demografica
Al censimento del 2001 la popolazione di Begun assommava a 19.333 persone, delle quali 10.008 maschi e 9.325 femmine. I bambini di età inferiore o uguale ai sei anni assommavano a 3.091, dei quali 1.631 maschi e 1.460 femmine. Infine, coloro che erano in grado di saper almeno leggere e scrivere erano 12.339, dei quali 7.550 maschi e 4.789 femmine.